# غافين أفليك
غافين أفليك هو مهندس معماري كندي، ولد في 11 أكتوبر 1958 في مونتريال في كندا.